# Назолино (Бергамо)
Назолино је насеље у Италији у округу Бергамо, региону Ломбардија.
Према процени из 2011. у насељу је живело 144 становника. Насеље се налази на надморској висини од 732 м.